# ガイナス岬

グアヒラ半島周辺地図

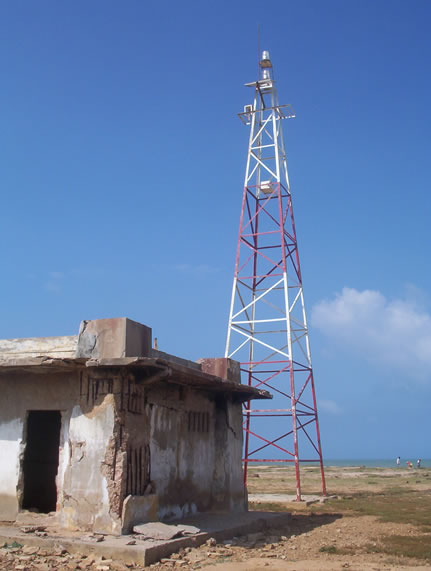
ガイナス岬の灯台

ガイナス岬（スペイン語: Punta Gallinas）は、コロンビアのラ・グアヒーラ県にある岬である。南アメリカ最北端の場所。ガイーナス岬とも表記される。

## 概要
カリブ海に面するグアヒラ半島北端の岬。ラ・グアヒーラ県のウリビア (Uribia)にあり、県都のリオアチャからは北東に約150kmに位置する。